# Választójog Magyarországon
Választójognak nevezzük az állam polgárainak azon jogát, melynek során részt vesznek a közösség képviselőtestületének, vezetőjének a megválasztásában illetve a népszavazáson.

## Története

### Feudalista rendi képviselet
Az Árpád-ház kihalása után a királyt több esetben az országgyűlés választotta (szabad királyválasztás joga) – Az országgyűlést kezdetben a főurak és az egyház vezetői alkották. A rendi (ország)gyűléseken korábbival szemben a főurak és egyházi vezetők mellett már a magyar nemesség és a szabad királyi városok képviselői is helyet kaptak. Az 1447. évi dekrétum (XXXV. tc.) jogerőre emelte: „a főpap és báró urak minden megyéből bizonyos nemeseket összehíva, velük együtt és egybehangzóan ejtsék meg a király választását”. De a városi követek Magyarországon ezután sem számítottak bele az „ország képviseletébe”.
1608-ban végül az országgyűlést hivatalosan is „két táblára” osztották, ekkor vált kétkamarássá a rendi országgyűlés. Az Erdélyi Fejedelemségben, majd a 18. századtól a Habsburgok által külön kormányzott Erdélyben külön erdélyi országgyűléseket tartottak.
Az 1848-as polgári reformok során az 1848 évi V. törvénycikk vezette be az egyéni, egyfordulós, relatív többségi választási rendszert, amelyben a 20. évüket betöltött, a vagyoni cenzusnak megfelelő magyar férfiaknak volt választójoguk. A választhatóság korhatára 24 év, feltétele a magyar állampolgárság és a magyar nyelv ismerete volt.

### Újkori története
Az első, polgári értelemben modernnek tekinthető parlamenti választójogi törvényt az 1848-as parlament alkotta meg (1848. évi V. törvénycikk), amely ugyan csak az összlakosság 7,2%-ának adott választójogot, mégis a maga korában haladó szellemű volt. A törvény az egyéni, egyfordulós, relatív többségi választási rendszert vezette be, amelyben a huszadik évüket betöltött, valamely bevett vallásfelekezethez tartozó, és a törvényben meghatározott vagyoni vagy értelmi cenzusnak megfelelő magyar férfiaknak volt választójoguk. Az 1848-ban kihirdetett törvény alapján tartották az első képviselő-választásokat 1848 nyarán, majd – császári pátens által elrendelve – 1861-ben és 1865-ben is.
Az 1867. évi Kiegyezést követően is ez a törvénycikk maradt hatályban, de nyilvánvaló volt, hogy kiegészítésre szorul, mivel a választási eljárás részletkérdéseit nem szabályozta. E hiányosságok pótlása végett született meg az 1874 évi XXXIII. törvénycikk, amely a tulajdoni alapú cenzust az adócenzussal váltotta fel, továbbá – sajnálatos módon – világossá tette, hogy a szavazás minden választókerületben nyilvánosan, élőszóban történik. A nyílt szavazás egészen az 1938. évi választójogi törvényig meghatározta a magyar képviselő-választások jellegét.
Az 1874. évi választójogi reform egyik szerencsétlen (de csak az 1899. évi XV. törvénycikkel hatályon kívül helyezett) szabálya az adóhátralékosokat kizárta a választójogból, ami azt eredményezte, hogy 6% alá esett vissza a parlamenti reprezentáció. Ez európai összehasonlításban ekkor már alacsonynak számított (miközben az 1848. évi választójog a maga korában még haladónak volt mondható), ugyanis Európa fejlettebb országaiban már 20-30% között volt ugyanez az arányszám (az 1896. évi reform után még Ausztriában is).
Az általános választójogért elsősorban a munkáspártok (1890-től: Magyarországi Szociáldemokrata Párt) küzdött, a Garami Ernő által írt 1903. évi pártprogramnak is sarkalatos pontja volt a politikai jogélvezet kiterjesztése. Megjegyzendő ugyanakkor, hogy a Képviselőházban is voltak hívei a választójog demokratizálásának (Irányi Dániel, a 48-asok vezetője például már 1872-ben sürgettet a választójog általánossá tételét, amit 1891. június 27-én újabb indítvánnyal erősített meg.)
Kristóffy József, a „parlamenten kívüli” Fejérváry-kormány belügyminisztere 1905. december 16-án kelt törvényjavaslat-tervezetében a 24. életévüket betöltött, írni-olvasni tudó férfi polgárokat kívánta választójoghoz juttatni, ami az addigi választásra jogosultak (6,2%) számát megduplázta volna. Kristóffy javaslata a szociáldemokratákhoz, mint parlamenten kívüli tömegpárthoz történő közeledés részét képezte („Kristóffy-Garami paktum”).
Ifj. Andrássy Gyula belügyminiszter 1908-ban előterjesztett javaslatában általános, de – belga mintára – plurális választójogot vezetett volna be. Vagyoni és műveltségi cenzusokhoz kötve lettek volna kettős, illetve hármas szavazattal rendelkező választók, ugyanakkor a választójogot a cenzusoknak meg nem felelő, írni-olvasni tudó, 24. életévüket betöltött férfiakra általában kiterjesztette volna (egy szavazattal), sőt az analfabétáknak is biztosította volna a szavazás lehetőséget oly módon, hogy ők „ősválasztóként” tízen választhattak volna egy választási megbízottat (elektort), azaz szavazatuk 1/10-et ért volna. Bár a javaslat ezzel 2,6 millióra növelte volna a választásra jogosultak számát, a pluralitás miatt minden oldalról komoly támadások érték, és végül Andrássy úgy döntött, hogy visszavonja azt.
Végül Lukács László 1912 decemberében beterjesztett törvényjavaslata vált csak törvénnyé, amely szintén korlátozott és még mindig csak a férfiakra kiterjesztett választójogot irányzott elő. A parlament által elfogadott, 1913. évi XIV. törvénycikként becikkelyezett jogszabály a fővárosban és a törvényhatósági városokban előírta ugyan a szavazások titkosságát, azonban ennek megvalósítására a háború miatt nem került sor (1910-ben tartották az utolsó képviselő-választásokat, még az 1874-es szabályok alapján).
Az első világháború idején élénk vita volt a parlamentben a választójog tárgykörében, amikor is elsősorban gróf Károlyi Mihály, Justh Gyula és a választójogért felelős miniszter, Vázsonyi Vilmos képviselte a jogkiterjesztő álláspontot. Az 1915. évi december 11.-én tartott országgyűlésen, nagyatádi Szabó István kijelentette, hogy „itt meg kell emlékeznem a nők szavazati jogára vonatkozó mozgalomról, amelynek nyomai lépten-nyomon előtolulnak, de legnagyobb sajnálatomra kénytelen vagyok kijelenteni, hogy a jelen időket nem tartom még olyanoknak, hogy a nők szavazati jogának kérdésével komolyan foglalkozzunk és ezzel a politikában előálljunk. Mikor a férfiaknak, akiknek volna jogosultságuk, sincs szavazati joguk, akkor hiába követeljük a nők szavazati jogát, mert különösen a mai helyzetünkben tisztában vagyok azzal, hogy ha most csináltatik meg, a mostani kormány intenciója szerint, a nép tömegéhez tartozó nők úgysem kapnának szavazati jogot, legfeljebb néhány diplomás nőnek adnának. Ily körülmények közt mi kisgazdák a nők szavazati jogával egyáltalán behatóan nem foglalkozunk, ezzel kapcsolatban azonban rá akarok mutatni egy körülményre és fel akarom hivni erre a közoktatásügyi miniszter urnak figyelmét”. Vázsonyi 1917. december 21-én előterjesztett törvényjavaslata – először hivatalosan a magyar történelemben – a nőkre is kiterjesztette volna a képviselőválasztói jogot, azonban a Ház választójogi különbizottsága ezt nem tartotta „időszerűnek”. 1918. július 31.-én az országgyűlési ülésen aktívan vitatkoztak a női szavazati jogról, Prohászka Ottokár székesfehérvári püspök szerint „ugyancsak nemzeti szempontból nagyon sajnálatos, hogy a nők szavazati jogát teljesen elejtették. A nők szavazati joga épp oly szükséges társadalmi, gazdasági fejlődés, mint a női egyéniségnek gazdasági és társadalmi súlynyerése”.
Az 1918-ban elfogadott, Lex Vázsonyiként ismert, de az eredeti Vázsonyi-féle javaslathoz képest „megkurtított” új választójogi törvény (1918. évi XVII. törvénycikk) úgyszintén nem léphetett hatályba, az elkövetkező időszak forradalmai miatt.
A Károlyi-kormány 1918. évi I. sz. néptörvénye a, 24 éven felüli férfiakat, és a „bármilyen hazai nyelven írni- olvasni tudó”, 24 éven felüli nőket ruházta fel titkos választójoggal (amivel a választójogú lakosság részaránya elérte volna az 50%-ot), azonban ennek a (nép)törvénynek az alkalmazására sem kerülhetett sor, a Magyarországi Tanácsköztársaság kikiáltása miatt (1919 március 21.).
A Tanácsköztársaság alatt a választójog le lett szállítva 18 éves korhatárig, és nőkre, férfiakra egyaránt vonatkozott. A választásokból kizárták a bérmunkásokat foglalkoztató vállalkozókat, kereskedőket, munkanélkülieket, és a papságot. Áprilisban tartottak választásokat, ahol Magyarországon először nők is szavazhattak.
Az 1919. november 12-i Friedrich-féle választójogi rendelet nem tért el lényegesen az első néptörvénytől, de egyéb kisebb változtatások mellett a férfi választók korhatárát 24 évre emelte. A magyar lakosság szavazásra jogosultjainak aránya így 40% lett, de a szavazás titkosságának elve változatlanul megmaradt (1919. évi 5985. M.E. sz. rendelet).
A Friedrich-kormány rendelete alapján tartották meg 1920 januárjában az ún. „nemzetgyűlési választásokat” (a főrendiház megszűnésével az Országgyűlést átmenetileg Nemzetgyűlésre nevezték át, a felsőház 1926. évi helyreállításáig). Ezen a választáson több mint hárommillió választópolgár szavazhatott, és ekkor járultak először az urnához parlamenti választásokon nők Magyarországon.
Klebelsberg Kunó 1922-ben törvényjavaslatot terjesztett elő a választójog törvényi szintű szabályozására, azonban ez továbbra is váratott magára: helyette gróf Bethlen István 1922. évi 2200. M.E. sz. rendelete került kiadásra. Ez a jogszabály a szavazásra jogosultak esetében megemelte a vagyoni és műveltségi cenzusokat, amivel a választásra jogosultak összlakossághoz viszonyított aránya 29%-ra esett vissza. Ugyanez az arány a 24 éven felüliek esetében 75%-ról 58%-ra változott, ugyanis a női választójogosultság korhatárát a Bethlen-kormány 30 évre emelte föl.
Lényeges változás volt még, hogy Nagy-Budapest, illetve 10 (később 7) város kivételével a szavazás módja ismét nyílt lett. Ennek következtében a 245 parlamenti képviselőből 199-et nyílt szavazással választottak meg. Az összlakosság mintegy 20%-a szavazhatott csak titkosan.
A Bethlen-féle választójogi rendeletet a Nemzetgyűlés 1925-ben törvényerőre emelte, a szabályait lényegében változatlanul átvéve (1925. évi XXVI. törvénycikk az országgyűlési képviselők választásáról).
A „Lex Bethlen” választójogát rengeteg kritika érte. Az 1922-es választásokat követően a parlamentbe bekerült szociáldemokraták szinte folyamatosan sürgették a két legnagyobb visszásság, a cenzusok és a nyílt választás megszüntetését (lásd: Propper Sándor 1930. december 6-ai „különvéleményét” vagy az MSZDP-frakció 1931. novemberi indítványát a választójog reformja tárgyában). Hasonló elképzeléseket fogalmazott meg Rassay Károly is, aki szintén többször sürgette a választójog demokratizálását.
Az új választójogi törvényt végül 1938-ban fogadta el az Országgyűlés (1938. évi XIX. törvénycikk), és ez végre kimondta a szavazás titkosságát. Ugyanakkor felemelték a korhatárt (26, illetve 30 évre), a választásra jogosultság egyéb feltételeit is korrigálták, ráadásul a nagyvárosi kerületekben csak lajstromos, a vidéki kerületekben pedig lajstromos és egyéni választást egyaránt tartottak, azaz a választópolgárok szavazatának értékét (vidéken: kettős szavazat) is egyenlőtlenül állapították meg. Az 1938-as választójogi törvény alapján tartották meg az 1939. évi képviselő-választásokat, melyeken a szélsőjobboldali pártok megerősödése, egyben a szociáldemokraták 1922 óta nem látott visszaesése tükrözte vissza a törvényi és politikai változások arculatát.

### 1945 utáni általános választójog története
A második világháború utáni, 1945. évi VIII. törvénycikk lehetővé tette minden huszadik életévét betöltött magyar állampolgár számára, hogy titkosan választhasson, ez alól kivételt képeztek a feloszlatott jobboldali pártok vezetői, a népbírósági eljárás alatt állók, volt SS katonák és internáltak. Ezzel a választásra jogosultak aránya az összlakossághoz viszonyítva 60%-ra emelkedett.
Az 1947-es új választójogi törvény (XXII. tc.) már politikai szempontokat is figyelembe vett a választásra és választhatóságra jogosultak meghatározásánál. Ez mintegy 10%-kal csökkentette a választásra jogosultak részarányát (50%). 1949. május 15-i választásokon csak a népfront jelöltjeit lehetett megválasztani, pártokét már nem.
Az 1949. augusztus 18-án elfogadott új alkotmány meghatározta a választásra jogosultak körét is: nagykorú (18), szellemileg beszámítható, és nem lehet „a nép ellensége”. A hivatalos adatok szerint a választásra jogosultak mintegy 100%-a szavazott ekkoriban a népfront jelöltjeire.
Az 1966. évi III. törvény felváltotta az addigi lajstromos szavazást azzal, hogy már egyéni választókerületek szerint személyekre lehetett szavazni, azaz már választókerületek delegálták a képviselőt.
Az 1970. évi III. törvény váltotta fel az addigi, a Hazafias Népfront jelöltállítását előnyben részesítő választási rendszert azzal, hogy a szervezeten kívül minden állampolgár állíthat jelöltet állampolgári jelölőgyűlés keretében.
Az 1983. évi III. törvény kötelezővé tette a többes jelölést, egyúttal lehetőséget biztosított a képviselők visszahívására és bevezette az országos lista állításának intézményét. Ezáltal nagyobb köztestületek, társadalmi szervezetek képviselethez juthattak. E törvény alapján 1985-ben volt az egyetlen választás, ahol a társadalmi szervezetek 71 jelöltje közül a 387 tagú parlamentbe 41 jutott mandátumhoz ahol mint független képviselők tevékenykedtek.
A rendszerváltás a választójogi törvényt is gyökeresen átírta az alkotmány módosításaival összhangban. 1989 október 23-án kihirdetett XXXI. törvény az alkotmány cikkelyeinek nagy részét megváltoztatta, míg a választójogot érintő XXXIV. törvény 1989. október 30-án jelent meg.
- A Magyar Köztársaságban minden 18. életévét betöltött magyar állampolgár választó és választható, az Alkotmány 70. §-ában rögzített szabályok szerint. Az általános választójog Magyarországon nincs cenzushoz kötve.

70. § (1) A Magyar Köztársaság területén lakóhellyel rendelkező minden nagykorú magyar állampolgárt megillet az a jog, hogy az országgyűlési képviselők választásán választó és választható legyen, valamint országos népszavazásban és népi kezdeményezésben részt vegyen.
(2) A Magyar Köztársaság területén lakóhellyel rendelkező minden nagykorú magyar állampolgárt és az Európai Unió más tagállamának a Magyar Köztársaság területén lakóhellyel rendelkező nagykorú állampolgárát megilleti az a jog, hogy a helyi önkormányzati képviselők és a polgármesterek választásán választható és – amennyiben a választás, illetve a népszavazás napján a Magyar Köztársaság területén tartózkodik – választó legyen, valamint helyi népszavazásban és népi kezdeményezésben részt vegyen. Polgármesterré és fővárosi főpolgármesterré magyar állampolgár választható.
(3) A Magyar Köztársaságban minden menekültként, bevándoroltként vagy letelepedettként elismert nagykorú személyt megillet az a jog, hogy a helyi önkormányzati képviselők és a polgármesterek választásán – amennyiben a választás, illetve a népszavazás napján a Magyar Köztársaság területén tartózkodik – választó legyen, valamint a helyi népszavazásban és népi kezdeményezésben részt vegyen.
(4) A Magyar Köztársaság területén lakóhellyel rendelkező minden nagykorú magyar állampolgárt és az Európai Unió más tagállamának a Magyar Köztársaság területén lakóhellyel rendelkező nagykorú állampolgárát megillet az a jog, hogy az európai parlamenti választáson választható és választó legyen.
(5) Nincs választójoga annak, aki jogerős ítélet alapján a cselekvőképességet korlátozó vagy kizáró gondnokság, illetőleg a közügyek gyakorlásától eltiltás hatálya alatt áll, szabadságvesztés büntetését vagy büntetőeljárásban elrendelt intézeti kényszergyógykezelését tölti. Az Európai Unió más tagállamának a Magyar Köztársaság területén lakóhellyel rendelkező nagykorú állampolgára akkor sem választható, ha az állampolgársága szerinti állam jogszabálya, bírósági vagy más hatósági döntése alapján hazájában kizárták e jog gyakorlásából.
- A magyarországi választási rendszerben ajánlószelvényen („kopogtatócédula”) lehet jelöltet ajánlani. Ezt az ajánlási rendszert az Alkotmánybíróság nem találta alkotmányellenesnek (2/1990. (II.18.) AB határozat)

## A hatályos jogszabály
2012. január 1-jén életbe lépett az országgyűlési képviselők választásáról szóló 2011. évi CCIII. törvény, amely több ponton jelentősen megváltoztatta az 1989. évi törvényt. A választójog alapvető szempontjaiban nem történt változás. A választójogot kiterjesztette bizonyos mértékig a határon túli magyarokra. Ezen kívül több pontban változott a választási rendszer. Az országgyűlési képviselők számát 386-ról 199-re csökkentette, melyből 106 országgyűlési képviselőt egyéni választókerületben, 93 országgyűlési képviselőt országos listán választanak. Ez együtt járt a választókerületek határainak megváltoztatásával. A két fordulós rendszert egy fordulósra módosította. A választópolgárok ezentúl nem területi listára és egyéni jelöltre voksolnak, hanem országos listára és egyéni jelöltre. Bevezette a győztest erősítő töredékszavazatot, ami eddig ismeretlen volt. Eltörölte a 24 órás kampánycsend intézményét. Az új törvény rendelkezéseit elsőként a 2014-es választáson alkalmazták. 

### Bírálata
A választási rendszer demokratikusságát többen megkérdőjelezték, a legtöbb kritikát a választókerületek kialakítása és a győztest erősítő töredékszavazatok kapták.